# Armando Cossutta
Armando Cossutta, né le 2 septembre 1926 à Milan et mort le 14 décembre 2015 à Rome, est un homme politique communiste italien. 

## Biographie
Né à Milan, Armando Cossutta rejoint le Parti communiste italien (PCI) en 1943 et prend part au mouvement de résistance italien en tant que partisan. Il combat au sein des Brigades Garibaldi. Après la Seconde Guerre mondiale, il devient membre de la direction du parti, représentant la tendance la plus pro-soviétique. Sa croyance en ce pays comme « État dirigeant » du mouvement communiste international l'a amené à critiquer la ligne eurocommuniste d'Enrico Berlinguer . 
Opposé à la proposition de dissolution du PCI formulée par Achille Occhetto en 1991, il fonde avec Sergio Garavini, Nichi Vendola et quelques autres, le Parti de la refondation communiste, dont il devient président. Lorsque Fausto Bertinotti, secrétaire du parti, vote contre une motion de confiance au gouvernement de Romano Prodi en 1996, Cossutta s'oppose à cette position et quitte le parti avec Oliviero Diliberto et d'autres pour fonder le Parti des communistes italiens
Par la suite, Cossutta est président du Parti des communistes italiens et membre du Parlement. Il a été également député européen lors du Ve mandat européen (1999-2004). 
Armando Cossutta est mort le 14 décembre 2015 à Rome, à l'âge de 89 ans . 
Armando Cossutta est athée. 

### Allégations d'après-guerre froide
En 1991, un journaliste russe affirme, en citant des documents du Parti communiste de l'Union soviétique, que  dans les années 1980, Cossutta aurait reçu plus de 2 millions de dollars de la Russie, pour des raisons de propagande. Cossutta a rejeté ces affirmations, affirmant « qu'il n'avait jamais reçu d'argent de l'Union soviétique ». 
En 1999, Cossutta figure sur une liste d'espions présumés italien du KGB.

## Publications
- Vecchio e nuovo corso . Vangelista, Milan .
- Dissenso e unità . Teti, Milan, 1986.
- Una storia comunista (avec Gianni Montesano). Rizzoli, Milan, 2004.